# Wybory parlamentarne w Kosowie w 2010 roku
Wybory parlamentarne w Kosowie w 2010 roku − wybory do parlamentu Kosowa (Zgromadzenia Kosowa), które odbyły się 12 grudnia 2010 roku, po uchwaleniu przez parlament wotum nieufności dla rządu Hashima Thaçiego. Były to pierwsze wybory parlamentarne w Kosowie od momentu proklamowania niepodległości tego kraju (w 2008 roku). Mieszkańcy Kosowa wybierali 100 ze 120 członków Zgromadzenia Kosowa. Pozostałe mandaty to miejsca zarezerwowane dla mniejszości narodowych. 
Oddano ponad 646 tys. głosów. Frekwencja wyborcza wyniosła 47,8% uprawnionych do głosowania. Zwycięstwo, podobnie jak w wyborach roku 2007, odniosła Demokratyczna Partia Kosowa. Przewodnicząca grupy obserwatorów Parlamentu Europejskiego - Doris Pack oświadczyła, że w dwóch okręgach wyborczych doszło do poważnych naruszeń ordynacji wyborczej. Jednocześnie przedstawiciele PE uznali, że wybory były w całości dobrze zorganizowane i przeprowadzone w sposób demokratyczny. Obserwatorzy podkreślili także wzrost aktywności wyborczej Serbów w porównaniu z wyborami 2007.
Z uwagi na nieprawidłowości w przebiegu wyborów zostały one powtórzone 9 stycznia 2011 w 21 komisjach wyborczych (12 w Skënderaj, 5 w Drenas, dwie w Deçan i po jednej w Malishevë i Lipjan).

## Wyniki
| Partie i koalicje polityczne | Liczba głosów | % głosów | Mandaty główne | Mandaty Serbów | Mandaty mniejszości narodowych |
| --- | ------------- | -------- | -------------- | -------------- | ------------------------------ |
| Demokratyczna Partia Kosowa (Partia Demokratike e Kosovës) | 224 339       | 32.11    | 34             | —              | —                              |
| Demokratyczna Liga Kosowa (Lidhja Demokratike e Kosovës) | 172 552       | 24.69    | 27             | —              | —                              |
| Samookreślenie (Vetëvendosje) | 88 652        | 12.69    | 14             | —              | —                              |
| Sojusz dla Przyszłości Kosowa (Aleanca për Ardhmërinë e Kosovës) | 77 130        | 11.04    | 12             | —              | —                              |
| Nowa Koalicja Kosowa (Koalicioni për Kosovë të Re)* | 50 951        | 7.29     | 8              | —              | —                              |
| Partia Nowego Ducha (Partia Fryma e Re) | 15 156        | 2.17     | —              | —              | —                              |
| Demokratyczna Liga Dardanii (Lidhja Demokratike e Dardanisë) | 14 924        | 2.14     | —              | —              | —                              |
| Niezależna Partia Liberalna (Samostalna Liberalna Stranka) | 14 352        | 2.05     | 2              | 6              | —                              |
| Turecka Demokratyczna Partia Kosowa (Kosova Demokratik Türk Partisi) | 8548          | 1.22     | 1              | —              | 2                              |
| Lista Serbska (Jedinstvena Srpska Lista) | 6004          | 0.86     | 1              | 3              | —                              |
| Koalicja Vakat (Koalicija Vakat) | 5296          | 0.76     | 1              | —              | 1                              |
| Demokratyczna Partia Aszkali Kosowa (Partia Demokratike e Ashkanlive të Kosovës) | 2871          | 0.41     | —              | —              | 1                              |
| Nowa Partia Demokratyczna (Nova Demokratska Stranka) | 2478          | 0.35     | —              | —              | 1                              |
| Bośniacka Partia Demokratycznej Akcji Kosowa (Bošnjačka Stranka Demokratske Akcije Kosova) | 1818          | 0.26     | —              | —              | 1                              |
| Nowa Inicjatywa Demokratyczna Kosowa (Iniciativa e Re Demokratike e Kosovës) | 1690          | 0.24     | —              | —              | 1                              |
| Partia Akcji Demokratycznej (Stranka Demokratske Akcije) | 1602          | 0.23     | —              | —              | —                              |
| Aszkalska Partia na rzecz Integracji (Partia Ashkalinjëve për Integrim) | 1386          | 0.2      | —              | —              | 1                              |
| Turecka Unia Kosowa (Kosova Türk Birliǧi) | 1364          | 0.2      | —              | —              | —                              |
| Liga Egipcjan Kosowa (Lidhja e Egjiptianëve të Kosovës) | 1010          | 0.14     | —              | —              | —                              |
| Serbska Demokratyczna Partia Kosowa i Metochii (Srpska Demokratska Stranka Kosova i Metohije) | 1008          | 0.14     | —              | 1              | —                              |
| Serbska Partia Socjaldemokratyczna (Srpska Socijal Demokratska Stranka) | 829           | 0.12     | —              | —              | —                              |
| Obywatelska Inicjatywa Gorani (Građanska Inicijativa Gore) | 787           | 0.11     | —              | —              | 1                              |
| Czarnogórska Partia Demokratyczna (Crnogorska Demokratska Stranka) | 771           | 0.11     | —              | —              | —                              |
| Partia Serbów (Srpska Narodna Stranka) | 749           | 0.11     | —              | —              | —                              |
| Zjednoczona Partia Romów Kosowa (Partia Rome e Bashkuar e Kosovës) | 690           | 0.1      | —              | —              | 1                              |
| Socjaldemokratyczna Partia Gorani (Socijaldemokratska Stranka Gore) | 598           | 0.09     | —              | —              | —                              |
| Serbska Partia Kosowsko-Metochijska (Srpska Kosovsko-Metohijska Stranka) | 505           | 0.07     | —              | —              | —                              |
| Unia Niezależnych Socjaldemokratów Kosowa i Metochii (Savez Nezavisnih Socijaldemokrata Kosova i Metohije) | 486           | 0.07     | —              | —              | —                              |
| Obywatelska Inicjatywa Skrzydło Narodu (Gradjanska Inicijativa Krilo Naroda) | 205           | 0.03     | —              | —              | —                              |
| Łącznie (frekwencja: 47.8%) | 646 623       | 100.0    | 100            | 10             | 10                             |
| * – w tym również: Sojusz Nowego Kosowa–Partia Sprawiedliwości–Socjaldemokratyczna Partia Kosowa–Partia Emerytów i Rencistów–Partia Emerytów Kosowa–Albańska Partia Narodowo-demokratyczna–Partia Zielonych Kosowa (Aleanca Kosova e Re–Partia e Drejtësisë–Partia Social Demokrate–Partia e Pensionistëve Invalidore–Partia e Pensionistëve të Kosovës–Partia Nacional Demokratike Shqiptare–Partia e të Gjelbërve të Kosovës) |               |          |                |                |                                |